# Tipografia Apollon
La tipografia Apollon sorgeva fino agli anni settanta a Roma nell'area industriale della Tiburtina. Era una delle principali aziende tipografiche della città, con commesse nazionali e oltre 350 operai.
È nota per la lunga lotta impegnata dagli operai contro la chiusura dell'azienda, durata tredici mesi tra l'estate 1968 e quella del 1969.
Nel giugno 1968 furono recapitate lettere di licenziamento a tutti i lavoratori: la proprietà aveva deciso di chiudere la fabbrica per vendere l'area fabbricabile ai costruttori di edifici residenziali.
Iniziò una lunga lotta, culminata nell'occupazione della fabbrica che durò fino al luglio del 1969, quando la proprietà fu costretta a riaprire l'attività, che proseguì ancora per alcuni anni.
L'occupazione della Apollon, insieme a quella della fabbrica elettromeccanica FATME, costituì il punto più alto e combattivo delle lotte operaie del 1968-1969 a Roma, prima del ciclo di offensiva sindacale e operaia chiamata autunno caldo.
Fu qui che il ministro del lavoro socialista Giacomo Brodolini, in visita di solidarietà la sera di San Silvestro del 1968 dichiarò che un ministro socialista "sta da una parte sola, quella degli operai" e annunciò la prossima emanazione dello Statuto dei lavoratori.
A sostegno dell'occupazione e delle ragioni degli operai si mobilitarono uomini di cultura, artisti, intellettuali con molte iniziative di supporto. La più impegnativa fu il film Apollon - Una fabbrica occupata realizzato da un gruppo di attori e tecnici (non pagati) diretti da Ugo Gregoretti. Il film uscì nel febbraio del 1969 e fu proiettato in circuiti alternativi (sezioni di partito, feste di piazza, scuole, case del popolo, parrocchie): fu il veicolo per una sottoscrizione di solidarietà che raccolse 50 milioni di lire.
Anche in un film di Mario Schifano, Umano, non umano appaiono in diverse scene le proteste degli operai della Apollon davanti alla Camera dei deputati.
È stato in seguito realizzato un documentario-backstage, L'incrociatore Apollon di Guido Albonetti che ripercorre questa storia di rivendicazione di diritti.

## Filmografia
- Apollon - Una fabbrica occupata, regia: Ugo Gregoretti, origine: Italia, 1969, durata: 80' (Scheda da Imdb, in inglese)
- Umano, non umano, regia: Mario Schifano, origine: Italia, 1972, durata 95' (Scheda da Imdb, in inglese)
- L'incrociatore Apollon, regia: Guido Albonetti, origine: Italia, 2007, durata: 40'